# Estádio Nabi Abi Chedid
O Estádio Nabi Abi Chedid, originalmente conhecido como Estádio Marcelo Stéfani e apelidado popularmente como "Nabizão", foi um estádio de futebol localizado na cidade de Bragança Paulista, São Paulo, Brasil, com capacidade para 15 010 pessoas. Foi construído em 1949, mas a inauguração oficial deu-se apenas em janeiro de 1965. O estádio, de propriedade do Red Bull Bragantino, será demolido e dará lugar a uma arena multiuso, que será a nova casa do clube.
Até 6 de janeiro de 2009 seu nome era Estádio Marcelo Stéfani (1914—1985), ex-jogador e ex-presidente do clube. No entanto, a direção do Bragantino decidiu mudá-lo para Estádio Nabi Abi Chedid. Nabi Abi Chedid era o pai do presidente do clube, Marquinho Chedid. A área esportiva que abriga o estádio, então, passou a chamar-se Marcelo Stéfani. A troca de nome foi reprovada por boa parte da população da cidade.
Após ser adquirido pela empresa de energéticos Red Bull em 2019, o CEO do clube, Thiago Scuro, divulgou detalhes da reforma de expansão do estádio, que duraria dois anos, começando no primeiro trimestre de 2020. A ideia é de que o Nabizão tenha formato similar ao de uma arena, com capacidade para vinte mil pessoas.
Em dezembro de 2024, o diretor do clube, André Rocha, anunciou que o processo de "despedida" do Nabi Abi Chedid começaria ainda no primeiro semestre de 2025. Em 20 de abril de 2025, o Bragantino venceu o Cruzeiro por 1 a 0 em partida que marcou a despedida do estádio antes de sua demolição. O gol, o último do "Nabizão", foi marcado por Jhon Jhon.
Enquanto as obras da nova arena não são concluídas, o Bragantino atuará de forma provisória no Estádio Municipal Cícero de Souza Marques, também em Bragança Paulista.

## Jogos decisivos
Em 1990 sediou a final do Campeonato Paulista, quando o time da casa se sagrou campeão. Nessa final, o estádio recebeu seu maior público: 26 mil pessoas, sendo onze mil não-pagantes.
No ano seguinte foi palco da final do Campeonato Brasileiro, já que o Bragantino não abriu mão do direito que detinha de mandar o jogo decisivo em casa, apesar da perspectiva de arrecadar cerca de trezentos mil dólares se o segundo jogo também fosse realizado no Estádio do Morumbi. A escolha não foi bem-vinda pelo São Paulo, como observou o técnico Telê Santana: "Lamento apenas que a decisão tenha ocorrido no Marcelo Stéfani. O Brasil tem, pelo menos, cinco grandes estádios onde este jogo poderia acontecer. Paciência." O Jornal da Tarde, de São Paulo, definiu assim a escolha: "A final em Bragança tinha o requinte de uma quermesse, em que o padre acaba sendo o maior contemplado."
O público neste jogo foi de 12 492 pagantes, parte deles abrigada em arquibancadas de madeira: foi o menor público em uma decisão de Campeonato Brasileiro em todos os tempos. Apesar desse público pequeno, o aparato policial foi grande, com oitocentos soldados da Polícia Militar e mais dois carros da Tropa de Choque na cidade, o que assustou parte dos moradores, acostumados a uma rotina mais pacata. O jogo foi acompanhado in loco por 114 emissoras de rádio do Brasil inteiro (de lugares distantes como Rondonópolis e Cuiabá) e até pela Rádio BBC, de Londres. Após uma vitória pelo placar mínimo no Morumbi, um empate sem gols em Bragança deu ao São Paulo o título.
Em 2018, recebeu a final da Série A3 do Campeonato Paulista. Como mandante, o Sport Club Atibaia venceu a Associação Atlética Portuguesa por 2 a 1.
Em 2019 foi o palco da histórica campanha do Bragantino no Campeonato Brasileiro de Futebol de 2019 - Série B, que se estabeleceu como o início da parceira entre a instituição e a empresa Red Bull, originando o RB Bragantino para as temporadas de 2020 em diante. Inclusive, o estádio chegou a receber o jogo que confirmou o título (Bragantino 1x1 Criciúma) e também o jogo da entrega da taça de campeão (Bragantino 2x0 CRB). Jogando no "Nabizão", o Bragantino não perdeu sequer um jogo na competição, conquistando 13 vitórias e 6 empates (78,95% de aproveitamento).